# Víctimas del Holocausto
| Víctimas                         | Asesinados                                          | Fuente            |
| -------------------------------- | --------------------------------------------------- | ----------------- |
| Ciudadanos soviéticos            | 12 a 25 millones (excl. 1.7 a 2 millones de judíos) | [ 1 ]             |
| Judíos                           | 5.2 a 6 millones                                    | [ 2 ]             |
| Prisioneros de guerra soviéticos | 2.8 a 3.3 millones                                  | [ 3 ]             |
| Polacos                          | 1.8 a 3 millones                                    | [ 4 ] [ 5 ] [ 6 ] |
| Serbios                          | 300 000 a 600 000                                   | [ 7 ] [ 8 ]       |
| Discapacitados                   | 270 000                                             | [ 9 ]             |
| Pueblo gitano                    | 130 000 a 500 000                                   | [ 10 ] [ 11 ]     |
| Masones                          | 80 000 a 200 000                                    | [ 12 ] [ 13 ]     |
| Eslovenos                        | 20 000 a 25 000                                     | [ 14 ]            |
| Homosexuales                     | 5000 a 15 000                                       | [ 15 ]            |
| Republicanos españoles           | 5260                                                | [ 16 ]            |
| Testigos de Jehová               | 1250 a 5000                                         | [ 17 ]            |

Las víctimas del Holocausto fueron personas atacadas por el gobierno de la Alemania nazi mediante diversas prácticas discriminatorias debido a su origen étnico, religión, creencias políticas u orientación sexual. Estas prácticas institucionalizadas se denominan como el Holocausto, y comenzaron con la discriminación social legalizada contra grupos específicos, como la hospitalización involuntaria, la eutanasia y la esterilización forzada de aquellos que se consideran física o mentalmente no aptos para la sociedad. Estas se intensificaron durante la Segunda Guerra Mundial que incluían encarcelamiento no judicial, confiscación de propiedad, trabajo forzado, esclavitud sexual, experimentación médica, muerte por exceso de trabajo, desnutrición y ejecución a través de una variedad de métodos, con el genocidio de diferentes grupos como el objetivo principal.
Según el Museo del Holocausto de los Estados Unidos (USHMM, por sus siglas en inglés), el memorial oficial del Holocausto en Estados Unidos, «el Holocausto fue el asesinato de seis millones de judíos y millones más a manos de los nazis y sus colaboradores durante la Segunda Guerra Mundial». El museo calcula el número total de asesinados durante el Holocausto en 17 millones: 6 millones de judíos y otros 11 millones incluidos civiles soviéticos, polacos, prisioneros de guerra, discapacitados, etcétera.

Estimación aproximada de las víctimas del Holocausto por criterios. Los tonos de azul son víctimas judías (judíos polacos, judíos soviéticos, etc.), naranja representa a víctimas de Europa del Este (polacos, ucranianos y bielorrusos pero no yugoslavos) y rojo representa prisioneros de guerra soviéticos (haga clic en la imagen para obtener más detalles).

## Ámbito de uso
Si bien el término Holocausto generalmente se refiere al asesinato masivo sistemático del pueblo judío en la Europa ocupada por los alemanes, los nazis también asesinaron a un gran número de personas no judías que también fueron consideradas infrahumanas (Untermenschen) o indeseables. Algunas víctimas pertenecían a varias categorías destinadas al exterminio, por ejemplo, un judío asimilado que era miembro de un partido comunista o alguien de ascendencia judía que se identificó como uno de los testigos de Jehová.
Las víctimas del nazismo no judías incluyen eslavos (por ejemplo, rusos, bielorrusos, polacos, ucranianos y serbios), romaníes (gitanos), franceses, belgas, holandeses, griegos, italianos (después de 1943), hombres homosexuales; discapacitados mentales o físicos, enfermos mentales; prisioneros de guerra soviéticos, católicos, protestantes, cristianos ortodoxos, los testigos de Jehová, musulmanes, bahá'ís, republicanos españoles, masones, afrodescendientes (especialmente los Mischlinge afro-alemanes, llamados «Bastardos de Renania» por Hitler y el régimen nazi) y otras minorías consideradas como no arias (Herrenvolk, o parte de la «raza maestra»),; izquierdistas, comunistas, sindicalistas, capitalistas, socialdemócratas, socialistas, anarquistas y otros disidentes que no estaban de acuerdo con el régimen nazi.
Teniendo en cuenta a todas las víctimas de la persecución, los nazis asesinaron sistemáticamente a unos seis millones de judíos y a otros 11 millones de personas durante la guerra. Donald Niewyk sugiere que la definición más amplia, incluidas las muertes de civiles soviéticos, produciría una cifra de 17 millones de muertos.
A pesar del diverso tipo de trato (algunos grupos fueron atacados activamente mediante el genocidio, mientras que otros no lo fueron), algunos murieron en campos de concentración como Dachau y otros de varias formas de brutalidad nazi. Según la extensa documentación (escrita y fotográfica) dejada por los nazis, testimonios de sobrevivientes presenciales, perpetradores y transeúntes y registros de los países ocupados, la mayoría perecieron en campos de exterminio como Auschwitz-Birkenau.

## Criterios étnicos

### Judíos

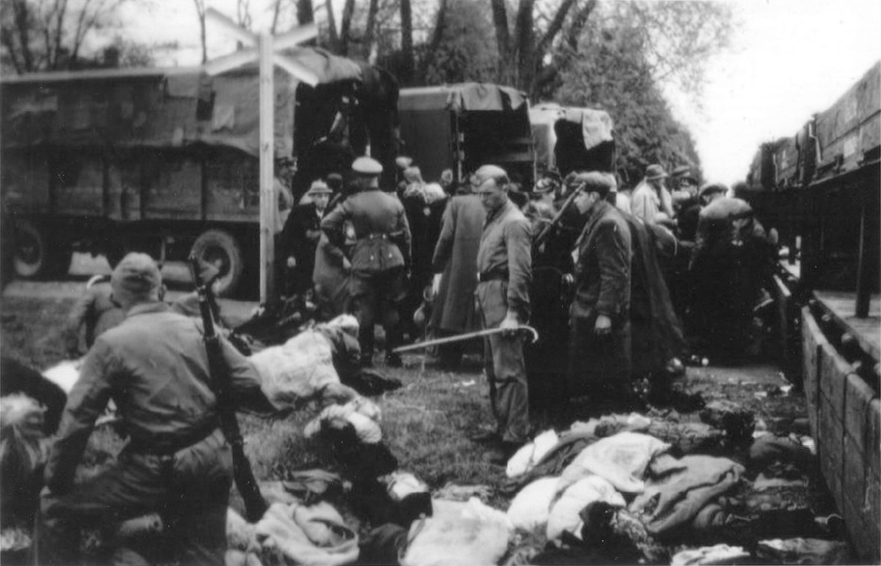
Los judíos entregados al campo de exterminio de Chełmno se vieron obligados a abandonar sus pertenencias en el camino. En esta foto, carga de víctimas enviadas desde el gueto en Łódź en 1942

La campaña militar para desplazar a personas, como los judíos, de Alemania y otros territorios controlados por los alemanes durante la Segunda Guerra Mundial, a menudo con extrema brutalidad, se conoce como el Holocausto. Fue llevado a cabo principalmente por las fuerzas alemanas y los colaboracionistas, alemanes y no alemanes. Al principio de la guerra, millones de judíos estaban concentrados en guetos urbanos. En 1941, los judíos fueron masacrados, y en diciembre, Hitler había decidido exterminar a todos los judíos que vivían en Europa en ese momento. La población judía europea se redujo de 9 740 000 a 3 642 000; la población judía mundial se redujo en un tercio, de aproximadamente 16,6 millones en 1939 a unos 11 millones en 1946. El exterminio de judíos fue una prioridad para los nazis, independientemente de las consecuencias.
En enero de 1942, durante la Conferencia de Wannsee, varios líderes nazis discutieron los detalles de la «Solución final de la cuestión judía» (Endlösung der Judenfrage) y el Secretario de Estado alemán, Josef Bühler, instó al presidente de la conferencia, Reinhard Heydrich, a proceder con la Solución final en el Gobierno General. Las poblaciones judías fueron deportadas sistemáticamente de los guetos y los territorios ocupados a los siete campos designados como Vernichtungslager (campos de exterminio):
- Auschwitz-Birkenau
- Belzec
- Chelmno
- Majdanek
- Maly Trostenets
- Sobibór
- Treblinka

En 1978, Sebastian Haffner escribió que, en diciembre de 1941, Hitler comenzó a aceptar el fracaso de su objetivo principal: dominar Europa, después de su declaración de guerra contra Estados Unidos, y su retirada fue compensada por su objetivo secundario: el exterminio de los judíos. A medida que la maquinaria de guerra nazi vacilaba durante los últimos años de la guerra, los recursos militares como combustible, transporte, municiones, soldados y recursos industriales aún se desviaban de los frentes a los campos de muerte.

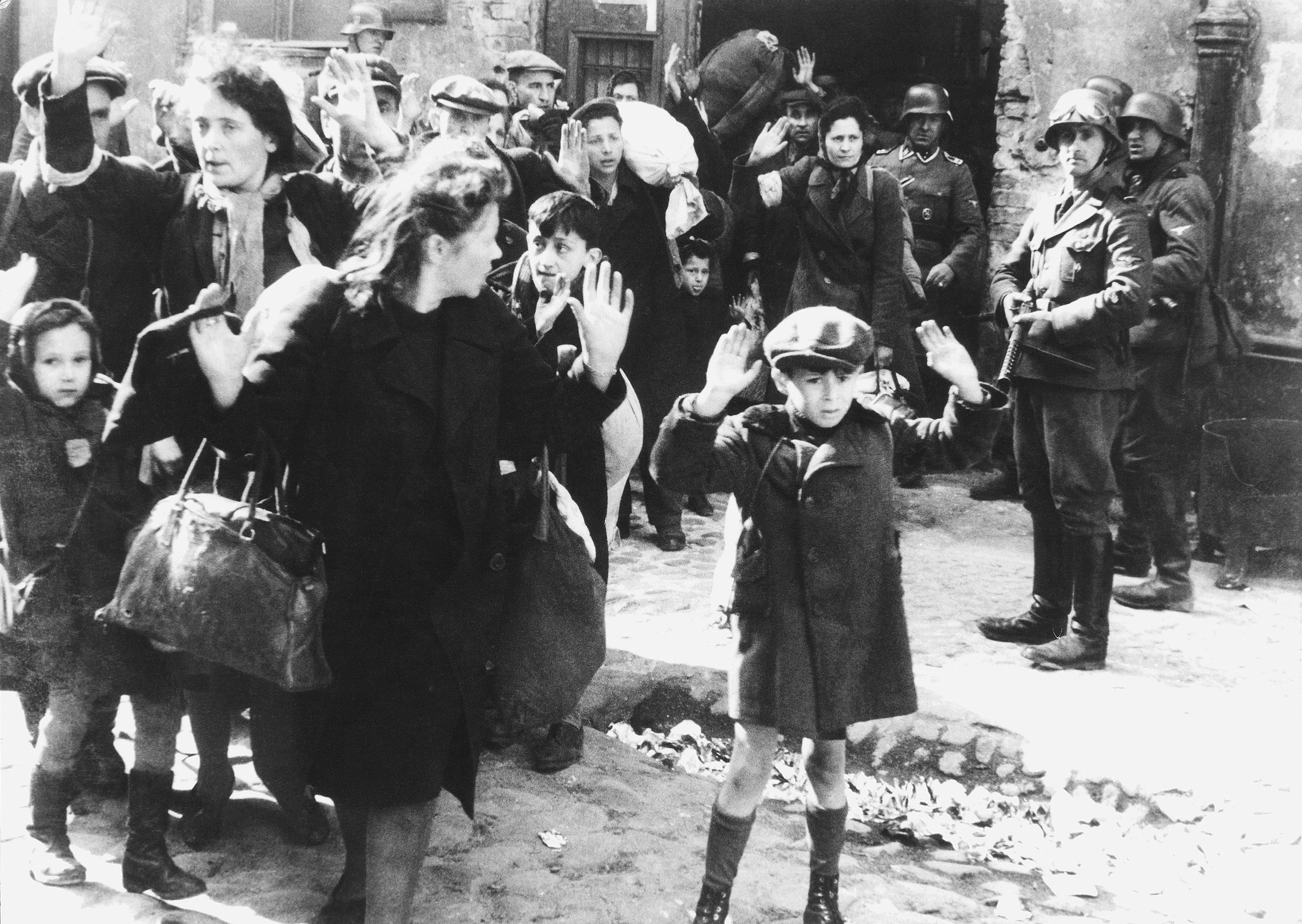
Una fotografía que muestra a judíos polacos capturados por alemanes durante el Levantamiento del gueto de Varsovia, mayo de 1943

Polonia, hogar de la comunidad judía más grande del mundo antes de la guerra, perdió 3 300 000 (90 por ciento) de su población judía. Aunque los informes sobre el Holocausto habían llegado a los líderes occidentales, la conciencia pública en los Estados Unidos y otras democracias sobre el asesinato masivo de judíos en Polonia era escasa en ese momento; Las primeras referencias en The New York Times, en 1942, fueron informes no confirmados en lugar de noticias de primera plana.
Grecia, Yugoslavia, Hungría, Lituania, Bohemia, Países Bajos, Eslovaquia y Letonia perdieron más del 70 por ciento de sus poblaciones judías. En Bélgica, Rumania, Luxemburgo, Noruega y Estonia, la cifra fue de alrededor del 50 por ciento. Más de un tercio de los judíos de la Unión Soviética fueron asesinados. Francia perdió alrededor del 25 por ciento de su población judía, Italia entre el 15 % y el 20 %. Dinamarca evacuó a casi todos sus judíos a la cercana Suecia neutral; el movimiento de resistencia danés, con la asistencia de muchos ciudadanos daneses, evacuó a 7220 de los 7800 judíos del país por mar a Suecia, en barcos que iban desde barcos de pesca hasta yates privados. El rescate permitió que la gran mayoría de la población judía de Dinamarca evitara su captura por los nazis. Los judíos fuera de Europa bajo la ocupación del Eje también se vieron afectados por el Holocausto en la Libia italiana, Argelia, Túnez, Marruecos, Irak, Japón y China.
Aunque los judíos son un grupo etnorreligioso, fueron definidos por los nazis por motivos puramente raciales. El Partido Nazi consideraba a la religión judía como irrelevante, persiguiendo a los judíos de acuerdo con los estereotipos antisemitas de una supuesta herencia biológicamente determinada. Definiendo a los judíos como el enemigo principal, la ideología racial nazi también se usó para perseguir a otras minorías.
El museo Yad Vashem ha creado, en una colaboración continua con muchos socios, una base de datos con los nombres y detalles biográficos de cerca de 4.8 de los 6 millones de judíos asesinados por los nazis y sus cómplices durante el Holocausto, así como de aquellos cuyo destino ha sido aún por determinar. Los nombres de más de un millón de víctimas siguen sin conocerse y aún se están recopilando.

### Eslavos
Los eslavos fueron uno de los grupos más perseguidos durante la guerra, con muchos eslovenos, polacos, rusos, serbios y otros asesinados por los nazis.
Según el historiador británico Ian Kershaw, el genocidio y la brutalidad de los nazis fue su forma de garantizar el Lebensraum («espacio vital») para aquellos que cumplían con los estrictos requisitos raciales de Hitler; esto requirió la eliminación de bolcheviques y eslavos:

La revolución nazi fue más amplia que el Holocausto. Su segundo objetivo era eliminar a los eslavos de Europa Central y Oriental y crear un  Lebensraum  para los arios ... Como Bartov ( El Frente del Este; Ejército de Hitler ) muestra, barbarizaba a los ejércitos alemanes en el frente Oriental. La mayoría de sus tres millones de hombres, desde generales hasta soldados comunes, ayudaron a exterminar a soldados y civiles eslavos capturados. Esto fue a veces un asesinato frío y deliberado de individuos (como con los judíos), a veces una brutalidad y negligencia generalizadas ... Las cartas y memorias de los soldados alemanes revelan su terrible razonamiento: los eslavos eran la horda "asiático-bolchevique", una raza inferior pero amenazadora.

#### Polacos

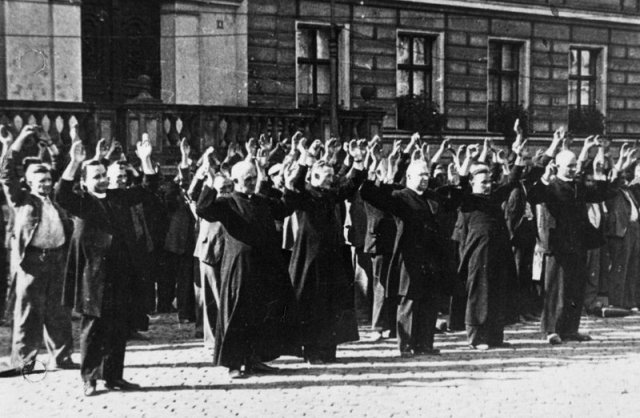
Sacerdotes y civiles polacos en la Plaza del Mercado Viejo de Bydgoszcz, el 9 de septiembre de 1939. La Iglesia polaca experimentó una persecución brutal bajo la ocupación nazi.

La ocupación nazi de Polonia fue una de las más brutales de la guerra, causando la muerte de más de 1.8 millones de polacos étnicos y cerca de 3 millones de judíos polacos. Los seis millones de judíos polacos, católicos y ortodoxos representaban casi el 17 por ciento de la población del país. Los polacos fueron uno de los primeros objetivos de exterminio de Hitler, como resumió en un discurso del 22 de agosto de 1939 a los comandantes de la Wehrmacht antes de la invasión. La intelligentsia, personas socialmente prominentes e influyentes fueron atacadas principalmente, aunque los polacos étnicos y otros grupos eslavos también fueron asesinados en masa. Cientos de miles de polacos católicos y ortodoxos fueron enviados a Auschwitz-Birkenau y otros campos de concentración, siendo la intelligentsia el objetivo principal de los escuadrones de la muerte de los Einsatzgruppen. La campaña contra los polacos culminó en la destrucción casi total de Varsovia, ordenada por Hitler y Himmler en 1944. Las suposiciones originales del Plan General del Este se basaron en planes para exterminar a alrededor del 85 % (más de 20 millones) de ciudadanos de Polonia étnicamente polacos, con el 15 % restante para ser utilizado como esclavos.

#### Ucranianos
Entre 1941 y 1945, aproximadamente tres millones de ucranianos y otros gentiles fueron asesinados como parte de las políticas de exterminio nazis en la actual Ucrania. Más ucranianos murieron luchando contra la Wehrmacht en el Ejército Rojo que soldados estadounidenses, británicos y franceses juntos. Los planes nazis originales exigían el exterminio del 65 por ciento de los 23,2 millones de ucranianos de la nación, con los sobrevivientes tratados como esclavos. Más de dos millones de ucranianos fueron deportados a Alemania como mano de obra esclava. El plan de diez años habría exterminado, expulsado, germanizado o esclavizado a la mayoría (o a todos) los ucranianos.

#### Esclavos soviéticos y prisioneros de guerra

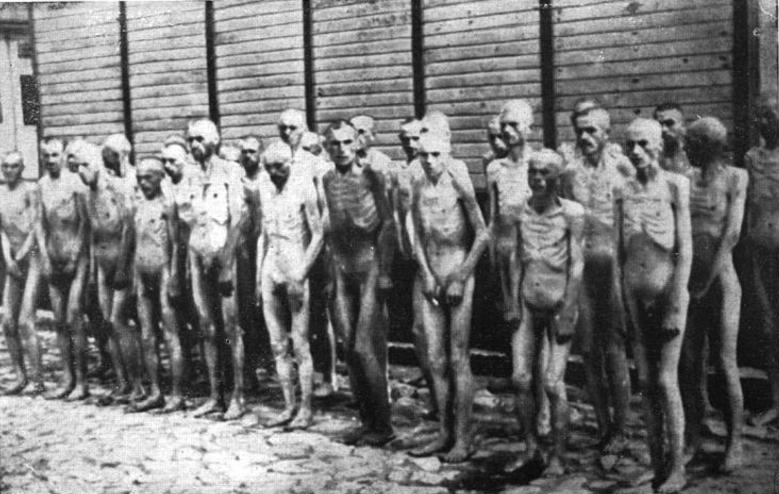
Prisioneros de guerra soviéticos desnudos en el campo de concentración de Mauthausen.

Durante la Operación Barbarroja (la invasión del Eje de la Unión Soviética), millones de prisioneros de guerra del Ejército Rojo fueron ejecutados sumariamente en el campo por ejércitos alemanes (las Waffen-SS en particular), murieron en condiciones infrahumanas en campos de prisioneros de guerra alemanes, en las marchas de la muerte, o siendo enviados a campos de concentración para su ejecución. Los alemanes mataron a aproximadamente 2.8 millones de prisioneros de guerra soviéticos por inanición, exposición y ejecución durante un período de ocho meses entre 1941 y 1942. Según el Museo del Holocausto de los Estados Unidos, en el invierno de 1941, «la inanición y la enfermedad causaron una masiva muerte de proporciones inimaginables». Entre 140 000 y 500 000 ciudadanos soviéticos y prisioneros de guerra fueron asesinados en los campos de concentración.
Las poblaciones civiles soviéticas en las áreas ocupadas fueron severamente perseguidas y sufrieron las condiciones traicioneras del Frente Oriental, que generaron atrocidades como el sitio de Leningrado, donde más de 1.2 millones de civiles murieron. Miles de aldeas campesinas en Rusia, Bielorrusia y Ucrania fueron aniquiladas por las tropas alemanas. Durante la ocupación, las regiones de Leningrado, Pskov y Nóvgorod perdieron aproximadamente una cuarta parte de sus poblaciones. Se estima que una cuarta parte de las muertes de civiles soviéticos a manos de los nazis y sus aliados (cinco millones de rusos, tres millones de ucranianos y 1,5 millones de bielorrusos) tenían motivaciones raciales. En 1995, la Academia de Ciencias de Rusia informó que las muertes de civiles en la URSS, incluyendo judíos, a manos de los alemanes totalizaron 13,7 millones de muertos (el 20 por ciento de la población de 68 millones). La cifra incluye 7.4 millones de víctimas de genocidio y represalias nazis, 2.2 millones de muertes de personas deportadas a Alemania para trabajos forzados, y 4.1 millones de muertes por hambre y enfermedades. Se estima que tres millones de personas también murieron de hambre en territorios no ocupados. Las pérdidas sucedieron dentro de las fronteras entre 1946 y 1991 de la URSS, e incluyen territorios anexados entre 1939 y 1940. Las muertes de 8,2 millones de civiles soviéticos, incluidos los judíos, fueron documentadas por la Comisión Extraordinaria de Estado soviética.

### Gitanos

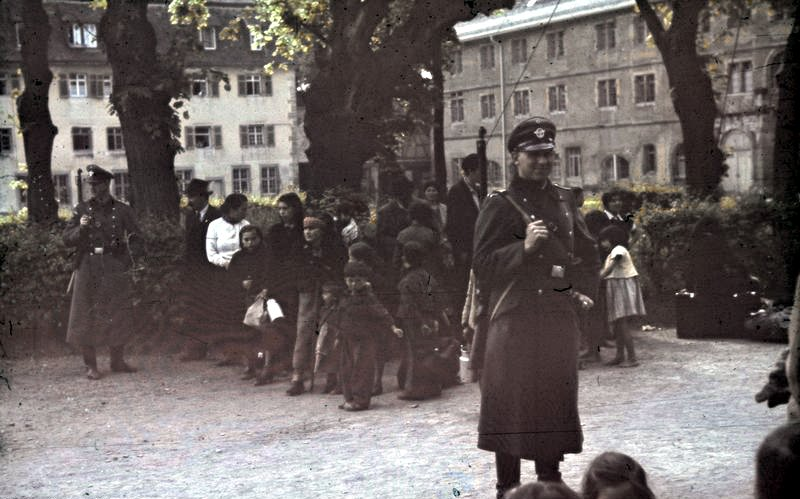
Policías alemanes acorralan a gitanos en Asperg, Alemania. En mayo de 1940

El genocidio nazi del pueblo gitano fue ignorado por los estudiosos hasta la década de 1980, y las opiniones siguen difiriendo en sus detalles. Según los historiadores Donald Niewyk y Francis Nicosia, el genocidio de los gitanos comenzó mucho después que el de los judíos y un porcentaje menor fue asesinado. La campaña genocida de Hitler contra la población gitana de Europa involucró la aplicación de la «higiene racial» nazi (selección artificial aplicada a los humanos). A pesar de las medidas discriminatorias, algunos gitanos (incluidos algunos de los alemanes Sinti y Lalleri) se salvaron de la deportación y muerte, los grupos gitanos restantes sufrieron un destino similar al de los judíos. Los gitanos fueron deportados a los guetos judíos, fueron fusilados por las SS Einsatzgruppen en sus aldeas, o deportados y gaseados en Auschwitz-Birkenau y Treblinka.

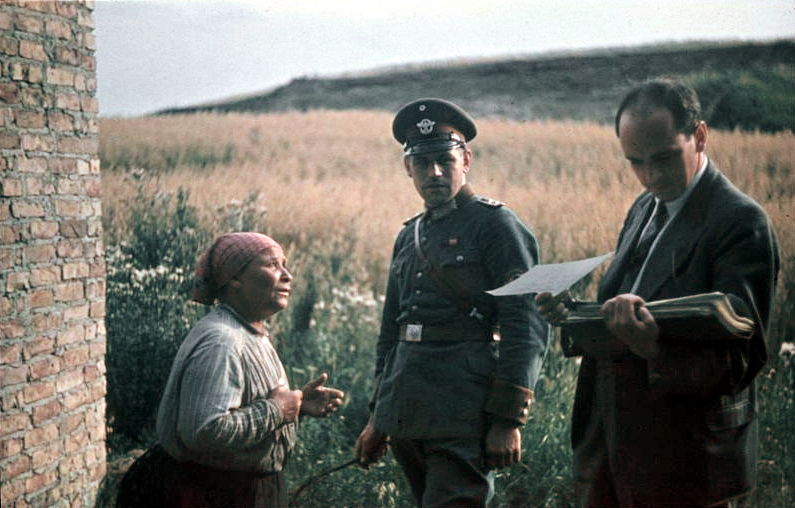
Mujer gitana con un oficial de policía alemán y el psicólogo nazi Dr. Robert Ritter (derecha)

Las estimaciones sobre la cantidad de gitanos muertos en la Segunda Guerra Mundial oscilan entre 220 000 y 1 500 000.
El genocidio gitano fue reconocido formalmente por Alemania Occidental en 1982 y por Polonia en 2011.

### Republicanos españoles
Alrededor de 9.000 ciudadanos españoles (inmigrantes económicos, refugiados y excombatienes de la Guerra Civil Española) que se encontraban en Francia, en el  momento de la ocupación, fueron detenidos y llevados a diversos campos de concentración como Mauthausen-Gusen. Se tiene constancia de la muerte de 5.260 españoles.

### No europeos

Propaganda nazi sobre las diferencias entre los arios alemanes y los negros

Los nazis promovieron la xenofobia y el racismo contra todas las razas «no arias». Los africanos (negros subsaharianos o de África del Norte), los residentes asiáticos de Alemania y los prisioneros de guerra negros como las tropas coloniales francesas y los afroamericanos, también fueron víctimas de la política racial nazi. Cuando los nazis llegaron al poder, cientos de niños afro-alemanes, descendientes de madres alemanas y soldados africanos traídos durante la ocupación francesa, vivían en Renania. En Mein Kampf, Hitler describió a los hijos de matrimonios con tropas de ocupación africanas como una contaminación de la raza blanca «por la sangre del Negro en el Rin en el corazón de Europa» que estaban «bastardizando el continente europeo desde su núcleo». Según Hitler, «los judíos eran responsables de llevar a los negros a la Renania, con la idea final de bastardizar a la raza blanca que odian y así reducir su nivel cultural y político para que el judío pueda dominar».
Japón firmó el Pacto Tripartito con Alemania e Italia el 27 de septiembre de 1940, y formó parte del Eje. No se sabe de ningún japonés que fuese encarcelado o asesinado deliberadamente, ya que se les consideraba «arios honorarios». En su testamento político, Hitler escribió:

Nunca he considerado que los chinos o los japoneses sean inferiores a nosotros mismos. [...] y admito libremente que su historia pasada es superior a la nuestra. Tienen derecho a estar orgullosos de su pasado, así como nosotros tenemos derecho a estar orgullosos de la civilización a la que pertenecemos.

Los sudafricanos blancos, la gente blanca y los europeos de ascendencia gentil de otros continentes estaban exentos, al igual que los latinoamericanos de «evidente» ascendencia germánica o blanca «aria» (no mestiza).

## Personas con discapacidad

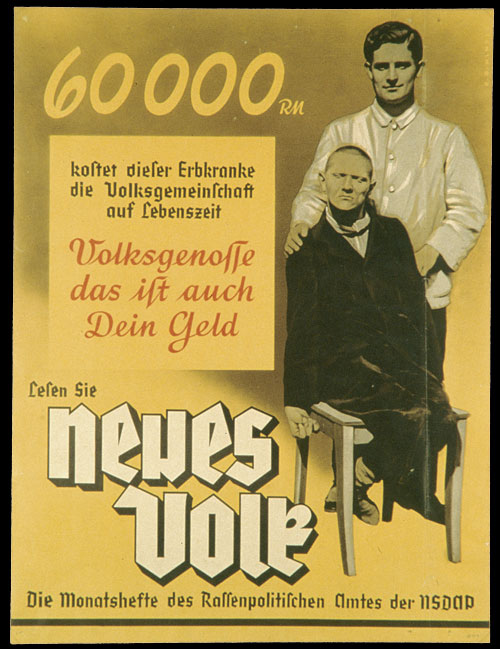
Este póster (de mediados de 1938) dice: «60,000 Reichsmark es lo que esta persona que sufre de un defecto hereditario le cuesta a la comunidad del Pueblo durante su tiempo de vida. Compañero ciudadano, ese también es su dinero. Lea '[[Neues Volk|[Un] Nuevo Pueblo]]', la revista mensual de la Oficina de Políticas Raciales del NSDAP».

De acuerdo con su política eugenésica, los nazis creían que los discapacitados eran una carga para la sociedad, porque necesitaban atención y se les consideraba una afrenta a su noción de una sociedad compuesta por una raza perfecta. Alrededor de 375,000 personas fueron esterilizadas contra su voluntad debido a sus discapacidades.
Las personas con discapacidad fueron de las primeras en ser asesinadas por los nazis; según el Museo del Holocausto de EE. UU., la Aktion T4 (establecida en 1939) fue el modelo para futuros exterminios nazis y sentó un precedente para el genocidio de lo que describieron como la raza judía. El programa intentó mantener la «pureza» de la raza aria matando sistemáticamente a niños y adultos con deformidades físicas o enfermedades mentales, utilizando por primera vez las cámaras de gas. Aunque Hitler detuvo formalmente el programa a fines de agosto de 1941, los asesinatos continuaron en secreto hasta el final de la guerra y se estima que murieron 275 000 personas con discapacidades congénitas.

## Homosexuales
Las personas homosexuales también fueron los blancos del Holocausto, ya que la homosexualidad masculina se consideraba incompatible con el nazismo. Los nazis creían que los hombres homosexuales eran débiles, afeminados e incapaces de luchar por la nación alemana; que era poco probable que los homosexuales produjeran hijos y aumentaran la tasa de natalidad alemana. Según los nazis, las «razas inferiores» producían más niños que los arios, por lo que cualquier cosa que disminuyera el potencial reproductivo de Alemania se consideraba un peligro racial. Los nazis también pensaban que la homosexualidad era contagiosa. Para 1936, Heinrich Himmler estaba liderando los esfuerzos para perseguir a los hombres homosexuales según las leyes existentes y nuevas contra los homosexuales. Más de un millón de alemanes homosexuales fueron atacados, de los cuales al menos 100 000 fueron arrestados y 50 000 fueron condenados y encarcelados. Un número desconocido fue institucionalizado en hospitales psiquiátricos estatales. Cientos de hombres homosexuales europeos que vivieron bajo la ocupación nazi fueron castrados químicamente por orden judicial.
Aunque se estima que entre 5000 y 15 000 hombres homosexuales fueron encarcelados en campos de concentración, el número de muertos es incierto. Según el sobreviviente austriaco Heinz Heger, los hombres homosexuales «sufrieron una tasa de mortalidad más alta que otros grupos de víctimas relativamente pequeños, como los testigos de Jehová y los presos políticos». Los hombres homosexuales en los campos de concentración nazis fueron identificados por un triángulo rosa en sus camisas, junto con hombres condenados por abuso sexual infantil y zoofilia. Las lesbianas no eran tratadas tan duramente como los hombres homosexuales; aunque fueron etiquetadas como «asociales», rara vez fueron encarceladas por cargos de orientación sexual. En los campos de concentración, usualmente llevaban un triángulo negro. Según el sitio web del Museo del Holocausto de los Estados Unidos, «la Alemania nazi no buscó matar a todos los homosexuales. Sin embargo, el estado nazi, a través de la persecución activa, intentó aterrorizar a los homosexuales alemanes en la conformidad sexual y social, dejando miles de muertos y destrozando las vidas de muchos más».
Muchos homosexuales que fueron liberados de los campos de concentración fueron perseguidos en la Alemania de posguerra. Los sobrevivientes estaban sujetos a un proceso judicial en virtud del Artículo 175 (que prohibía la «lascivia entre hombres»), y el tiempo cumplido en los campos de concentración se deducía de sus condenas. Esto contrastó con el tratamiento de otras víctimas del Holocausto, quienes fueron compensadas por la pérdida de familiares y oportunidades educativas.

## Víctimas políticas

### Prisioneros políticos
Un gran grupo de víctimas estaba compuesto por activistas civiles alemanes y extranjeros, de todo el espectro político que se oponía al régimen nazi; combatientes de la resistencia capturados (muchos de los cuales fueron ejecutados durante o inmediatamente después de su interrogatorio, particularmente en Polonia y la Francia ocupada) y a veces, sus familias. Los presos políticos alemanes fueron una proporción sustancial de los primeros presos en Dachau (el prototipo de campo de concentración nazi). El Tribunal Popular político era conocido por el número de sus sentencias a muerte.

### Izquierdistas

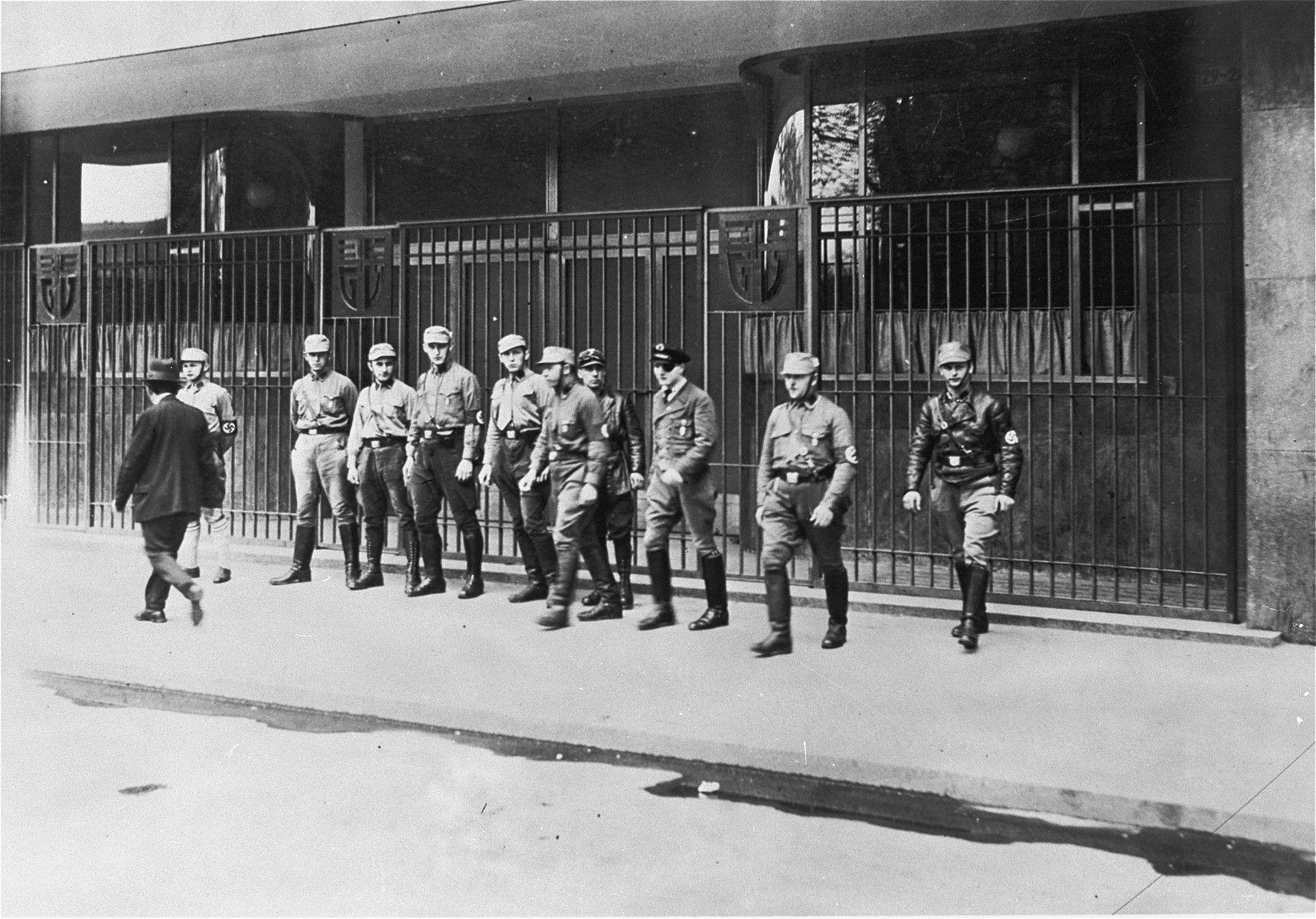
Guardias nazis de las SA clausuran la sede de un sindicato en Berlín, 2 de mayo de 1933

Los comunistas alemanes fueron de los primeros en ser encarcelados en campos de concentración. Sus lazos con la URSS refiere a Hitler, y el Partido Nazi se opuso incansablemente al comunismo. Los rumores sobre la violencia comunista fueron difundidos por los nazis para justificar la Ley habilitante de 1933, que le dio a Hitler sus primeros poderes dictatoriales. Hermann Göring declaró en Núremberg que la voluntad nazi de reprimir a los comunistas alemanes hizo que Hindenburg y la vieja élite cooperaran con ellos. Hitler y los nazis también despreciaban a los izquierdistas alemanes debido a su resistencia al racismo nazi. Muchos líderes izquierdistas alemanes eran judíos que habían sido prominentes en el levantamiento espartaquista de 1919. Hitler se refirió al marxismo y al «bolchevismo» como un medio para que «el judío internacional» socave la «pureza racial», levante la diferenciación de clases y movilice a los sindicatos contra el gobierno y las empresas. Cuando los nazis ocupaban un territorio, los comunistas, socialistas y anarquistas solían estar entre los primeros en ser reprimidos; Esto incluía ejecuciones sumarias. Un ejemplo es la Orden de los Comisarios de Hitler, en la que exigía la ejecución sumaria de todas las tropas soviéticas que eran comisarios políticos que ofrecieran resistencia o fueran capturados en la batalla.

### Enemigos nacionales
Miles de personas, principalmente diplomáticos, de nacionalidades asociadas con los Aliados (China y México, por ejemplo) y refugiados de la Guerra civil española en la Francia ocupada fueron internados o ejecutados. Después de la rendición de Italia en 1943, muchos ciudadanos italianos (incluidos partisanos y soldados italianos desarmados por los alemanes) fueron enviados a campos de concentración.

## Persecución religiosa

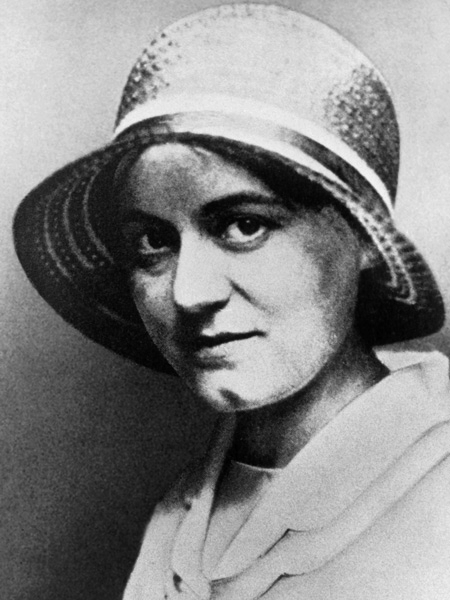
La monja alemana Edith Stein; una judía étnica, fue arrestada en un convento de los Países Bajos y asesinada en Auschwitz después de una protesta de obispos holandeses contra el secuestro de judíos

Los nazis también atacaron a grupos religiosos por razones políticas e ideológicas. Miles de clérigos y monjas católicas fueron asesinados, incluso algunos con antecedentes judíos (Edith Stein, por ejemplo). Los nazis consideraban a los judíos como un grupo racial; Las personas laicas y las de otras religiones que tenían ascendencia judía eran, por lo tanto, judíos (una creencia compartida por algunos judíos).

### Testigos de Jehová
El historiador Detlef Garbe, director del Monumento de Neuengamme en Hamburgo, escribió acerca de los testigos de Jehová: «Ningún otro movimiento religioso resistió la presión para ajustarse al nacionalsocialismo [nazismo] con unanimidad y constancia comparables». Entre 2500 y 5000 Testigos murieron en los campos de concentración; no dispuestos a luchar por ninguna causa, se negaron a servir en el ejército.

### Católicos
La Iglesia Católica fue perseguida bajo el Tercer Reich, con el liderazgo nazi con la esperanza de descristianizar gradualmente a Alemania. Millones de católicos, principalmente el clero y activistas, fueron encarcelados y asesinados. Según el World Holocaust Remembrance Center, «En la última parte de la década de los años treinta, los funcionarios de la iglesia sabían muy bien que el objetivo final de Hitler y otros nazis era la eliminación total del catolicismo y de la religión cristiana». Hitler despreciaba vehementemente al cristianismo, llamándolo enemigo del nacionalsocialismo. Según el historiador William Shirer, «bajo la dirección de Rosenberg, Bormann y Himmler— respaldados por Hitler—el régimen nazi pretendía destruir el cristianismo en Alemania, si podía, y sustituir el antiguo paganismo de los primeros dioses germanos tribales y el nuevo paganismo de los extremistas nazis». También escribió que Hitler «hizo una crítica contra el catolicismo político en Mein Kampf y atacó a las dos iglesias cristianas por no reconocer el problema racial ...». Como se informó en el New York Times, las fuerzas de Hitler desearon descristianizar a Alemania después de «la victoria final»" y destruir el cristianismo. Según el historiador Alan Bullock, «Una vez terminada la guerra, [Hitler] se prometió a sí mismo, arrancaría y destruiría la influencia de las iglesias cristianas, pero hasta ese momento sería prudente». El catolicismo político fue un objetivo de la Noche de los cuchillos largos de Hitler en 1934. El clero alemán, las monjas y los líderes laicos también fueron atacados después de la toma del poder nazi, lo que llevó a miles de arrestos en los años siguientes. Los sacerdotes que formaban parte de la resistencia católica fueron asesinados. La invasión de Hitler de la Polonia católica en 1939 comenzó la Segunda Guerra Mundial, y los nazis atacaron al clero, monjes y monjas en su campaña para destruir la cultura polaca.

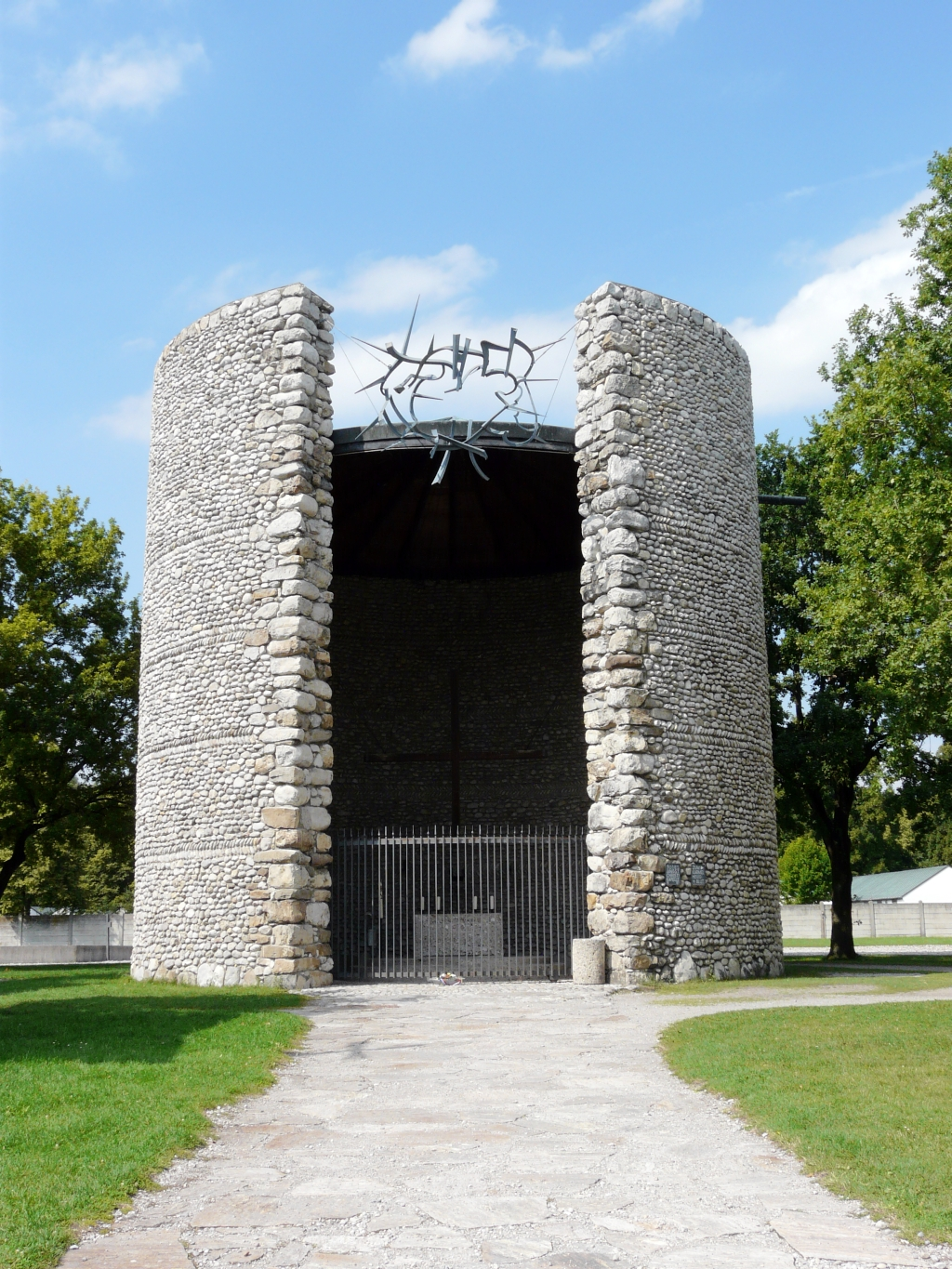
La Capilla de la agonía mortal de Cristo en Dachau conmemora al clero que fue encarcelado allí.

En 1940, se estableció el Barracón de sacerdotes del Campo de concentración de Dachau. De los 2720 clérigos encarcelados en Dachau, la gran mayoría (94,88 por ciento) eran católicos. Según Ian Kershaw, unos 400 sacerdotes alemanes fueron enviados al campamento. Aunque la Santa Sede firmó un concordato en 1933 con Alemania para proteger el catolicismo en el Tercer Reich, los nazis frecuentemente violaron el pacto en su Kirchenkampf («lucha contra las iglesias»). Cerraron la prensa católica, las escuelas, los partidos políticos y los grupos juveniles en Alemania en medio de asesinatos y arrestos en masa. En marzo de 1937, el Papa Pío XI emitió su encíclica Mit brennender Sorge acusando al gobierno nazi de violar el concordato de 1933 y sembrar la «cizaña de sospecha, discordia, odio, calumnia, de una hostilidad fundamental abierta y secreta hacia Cristo y su Iglesia».
La iglesia fue tratada de manera especialmente severa en regiones anexas, como Austria. El Gauleiter vienés Odilo Globocnik confiscó propiedades, cerró organizaciones católicas y envió muchos sacerdotes a Dachau. En las países checos, las órdenes religiosas fueron suprimidas, las escuelas cerradas, la instrucción religiosa prohibida y los sacerdotes enviados a campos de concentración. Obispos católicos, clérigos, monjas y laicos protestaron y atacaron las políticas nazis en los territorios ocupados; en 1942, los obispos holandeses protestaron por el maltrato a los judíos. Cuando el arzobispo Johannes de Jong se negó a ceder a las amenazas nazis, la Gestapo detuvo a los «judíos» católicos y envió 92 a Auschwitz. Una católica holandesa secuestrada de esta manera fue la monja Edith Stein, quien murió en Auschwitz junto con el polaco Maximiliano Kolbe. Otras víctimas católicas del Holocausto han sido beatificadas, incluidos los 108 mártires de la Segunda Guerra Mundial de Polonia, los mártires de Nowogródek, el teólogo holandés Titus Brandsma, los mártires de Lübeck y Bernhard Lichtenberg de Alemania.

#### Polonia

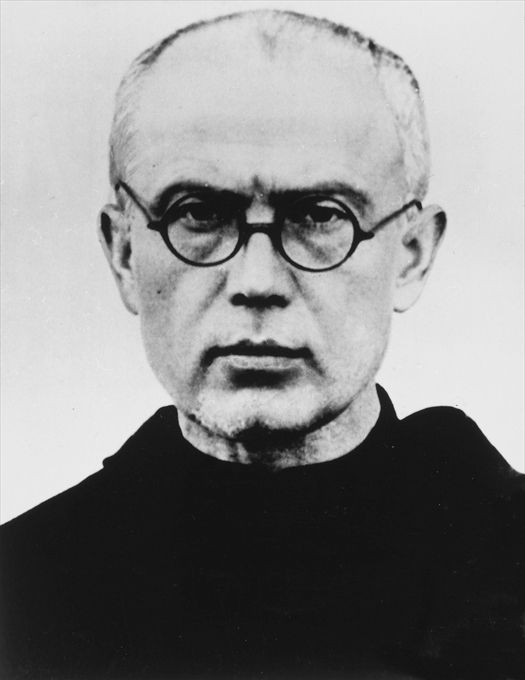
El polaco franciscano Maximiliano Kolbe murió en Auschwitz.

Según Norman Davies, el terror nazi fue «mucho más feroz y prolongado en Polonia que en cualquier otro lugar de Europa». Las víctimas católicas polacas del Tercer Reich son millones. La ideología nazi consideraba a los polacos étnicos —la mayoría principalmente católica de Polonia— como infrahumanos. Después de su invasión de Polonia en 1939, los nazis instituyeron una política de asesinato (o supresión) de la élite étnico-polaca (incluidos los líderes religiosos católicos). El plan nazi para Polonia fue la destrucción de la nación, que requirió atacar a la Iglesia polaca, (particularmente en áreas anexadas por Alemania). Sobre el breve período de control militar desde el 1 de septiembre hasta el 25 de octubre de 1939, Davies escribió: «Según una fuente, se llevaron a cabo 714 ejecuciones en masa, y se disparó a 6376 personas, principalmente católicos. Otros pusieron la cifra de muertos en una sola ciudad a 20 000. Era una muestra de lo que vendría».
En los territorios polacos anexionados por la Alemania nazi, comenzó una severa persecución. Los nazis desmantelaron sistemáticamente la iglesia, arrestaron a sus líderes, desterraron a su clero y cerraron sus iglesias, monasterios y conventos. La germanización de las regiones anexas comenzó en diciembre de 1939, con deportaciones de hombres, mujeres y niños. Según Richard J. Evans, en el Reichsgau Wartheland «numerosos clérigos, monjes, administradores diocesanos y funcionarios de la Iglesia fueron arrestados, deportados al Gobierno General, trasladados a un campo de concentración en el Reich, o simplemente fusilados. En total, unos 1700 sacerdotes polacos terminaron en Dachau: la mitad de ellos no sobrevivieron a su encarcelamiento». Entre los clérigos que murieron en Dachau se encontraban varios de los 108 mártires polacos de la Segunda Guerra Mundial.
Hans Frank dijo en 1940: «Los polacos pueden tener solo un maestro—un alemán. Dos maestros no pueden existir uno al lado del otro, y es por eso que todos los miembros de la intelectualidad polaca deben ser asesinados». Thomas J. Craughwell escribió que de 1939 a 1945, se calcula que 3000 miembros del clero polaco (18 por ciento) fueron asesinados; de estos, 1992 murieron en campos de concentración. Según la Enciclopedia Británica, 1811 sacerdotes polacos murieron en los campos de concentración nazis. Entre las perseguidas que resistían se encontraba Irena Sendlerowa, jefa de la sección de niños de Żegota, que colocó a más de 2500 niños judíos en conventos, orfanatos, escuelas, hospitales y hogares. Capturada por la Gestapo en 1943, Sendlerowa fue lisiada por la tortura.

### Protestantes
Los nazis intentaron lidiar con la disidencia protestante con su ideología creando la Iglesia del Reich, una unión de 28 grupos protestantes existentes que defendían el cristianismo positivo (una doctrina compatible con el nazismo). Los ministros no arios fueron suspendidos, los miembros de la iglesia se llamaban a sí mismos Cristianos Alemanes, con «la esvástica en el pecho y la cruz en el corazón». La oposición protestante a los nazis estableció la Iglesia Confesante, una organización paraguas rival de iglesias regionales alemanas independientes que fue perseguida.

### Fe bahaí
El bahaísmo fue prohibido formalmente en el Tercer Reich. Heinrich Himmler firmó una orden de 1937 que disolvía las instituciones bahaístas en Alemania debido a sus «tendencias internacionales y pacifistas». Entre 1939 y 1942, hubo arrestos generales de exmiembros de la Asamblea Espiritual Alemana. En mayo de 1944 se dio un juicio público en Darmstadt; aunque Hermann Grossmann defendió la fe, los bahaístas fueron fuertemente multados y sus instituciones continuaron siendo disueltas.

### Masones
Los nazis afirmaban que los masones de alto grado eran voluntariosos miembros de «la conspiración judía» y la masonería fue la causa de la derrota de Alemania en la Primera Guerra Mundial. La Oficina Central de Seguridad del Reich (Reichssicherheitshauptamt, o RSHA) indica la persecución de los masones durante el Holocausto. RSHA Amt VII (en los registros escritos), supervisado por Franz Six, fue la responsable de las tareas «ideológicas»: la creación de propaganda antisemita y antimasónica. Aunque se desconoce el número exacto, se calcula que entre 80 000 y 200 000 masones fueron asesinados como resultado del decreto Nacht und Nebel de Hitler en diciembre de 1941. Los presos masones de los campos de concentración, considerados presos políticos, llevaban un triángulo rojo invertido.
Las pequeñas nomeolvides azules fueron utilizadas por primera vez por la Gran Logia de Zur Sonne en 1926 como un emblema masónico en su convención anual en Bremen. En 1938, se eligió una insignia de «nomeolvides» hecha por la misma fábrica que produjo la insignia masónica, fue elegida para el para el evento anual nazi Winterhilfswerk, la campaña de caridad del Bienestar Nacional Socialista Popular (la rama de bienestar social del partido). La coincidencia permitió a los masones usar la insignia de «nomeolvides» como un signo secreto de la membresía masónica.
Después de la guerra, el nomeolvides fue usado nuevamente como un emblema masónico en la primera convención anual de las Grandes Logias Unidas de Alemania en 1948. La insignia se lleva en las solapas de los masones de todo el mundo en memoria de quienes han sufrido en nombre de la masonería, particularmente durante la era nazi.

### Esperantistas
Los nazis vieron con suspicacia a los hablantes de esperanto, un idioma auxiliar internacional. Hitler lo consideró un idioma de la «conspiración judía» porque su creador, L. L. Zamenhof, era judío. Debido a esto, las personas que hablaban esperanto fueron enviadas a campos de concentración.

## Otros
Las SS y la policía llevaron a cabo acciones masivas contra civiles con supuestos vínculos con movimientos de resistencia, sus familias y pueblos o distritos de la ciudad. Se produjeron notorias matanzas en Lídice, Katyn, Kragujevac, Santa Ana y Oradour-sur-Glane, y un distrito de Varsovia fue arrasado. En Polonia, la Alemania nazi impuso la pena de muerte a quienes se encontraran refugiando (o ayudando) a judíos. Los «desadaptados sociales» —prostitutas, vagabundos, alcohólicos, drogadictos, disidentes abiertos, pacifistas, objetores de conciencia y delincuentes comunes— también fueron encarcelados en campos de concentración. Los criminales comunes con frecuencia se convirtieron en Kapos, guardias prisioneros de sus mismos compañeros presos.
Se consideraba que algunos alemanes y austriacos que vivieran en el extranjero durante gran parte de sus vidas estaban demasiado expuestos a ideas extranjeras, y se les enviaba a campos de concentración. Estos prisioneros, conocidos como «emigrantes», llevaban un triángulo azul.
En raras ocasiones, los prisioneros de guerra de los ejércitos aliados occidentales fueron enviados a campos de concentración, incluidos 350 estadounidenses, algunos elegidos por ser judíos, pero principalmente por parecer judíos, por ser problemáticos o «indeseables». Algunos capturados en la Batalla de las Ardenas fueron obligados a trabajar como esclavos en el campo de concentración de Berga, un subcampo de Buchenwald; más de 70 murieron. El «Club KLB» fue un grupo de 168 aviadores aliados, principalmente estadounidenses, británicos y canadienses, considerados Terrorfliegers («terroristas»), a quienes se les negó la condición de prisioneros de guerra y permanecieron en Buchenwald durante dos meses hasta que un oficial alemán organizó su traslado a un campamento estándar de prisioneros de guerra, una semana antes de su ejecución programada.

## Galería de fotos

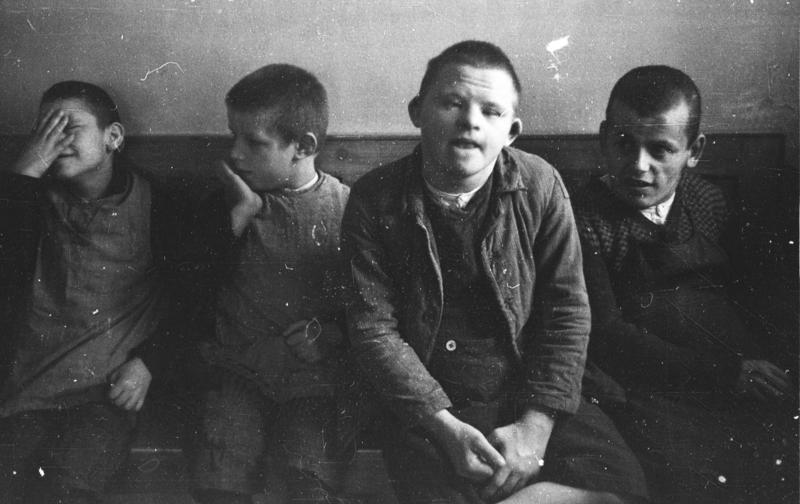
Niños discapacitados que serían asesinados por los Nazis (1934)
- Vídeo casero tomado en Viena, tras la "Noche de los cristales rotos" (1938)
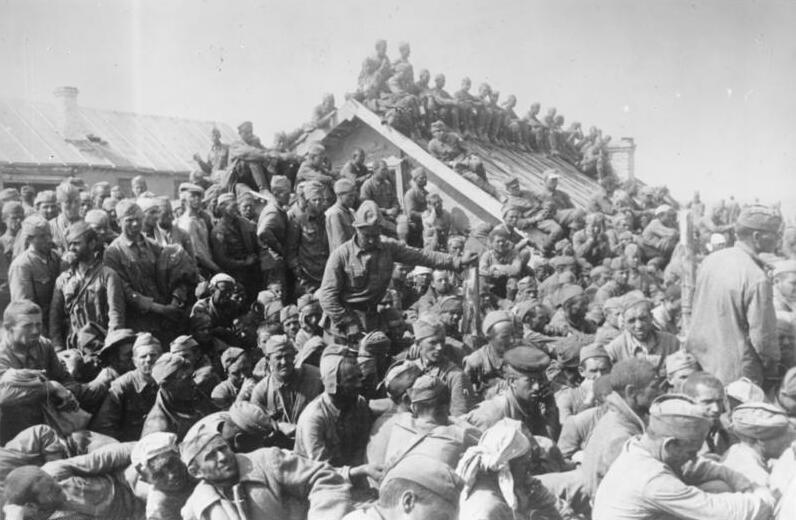
Campo superpoblado con prisioneros de guerra sovieticos (1941)
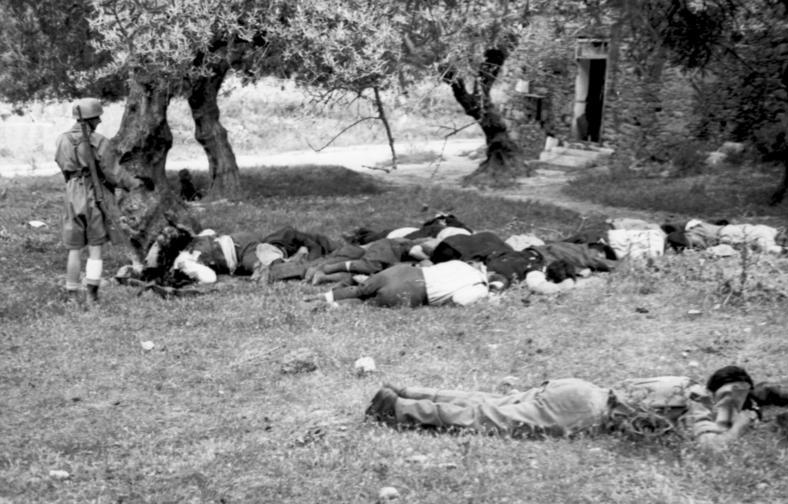
Civiles griegos asesinados por los Nazis (1941)
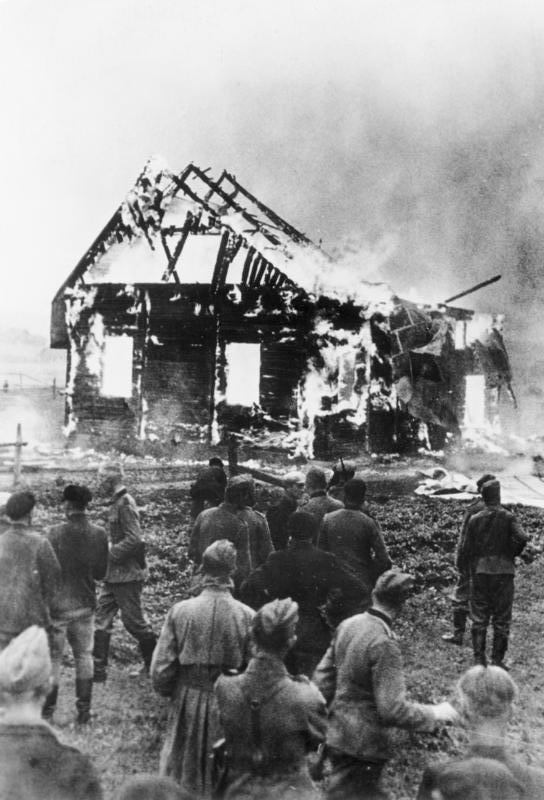
Nazis quemando una sinagoga en Lituania (1941)
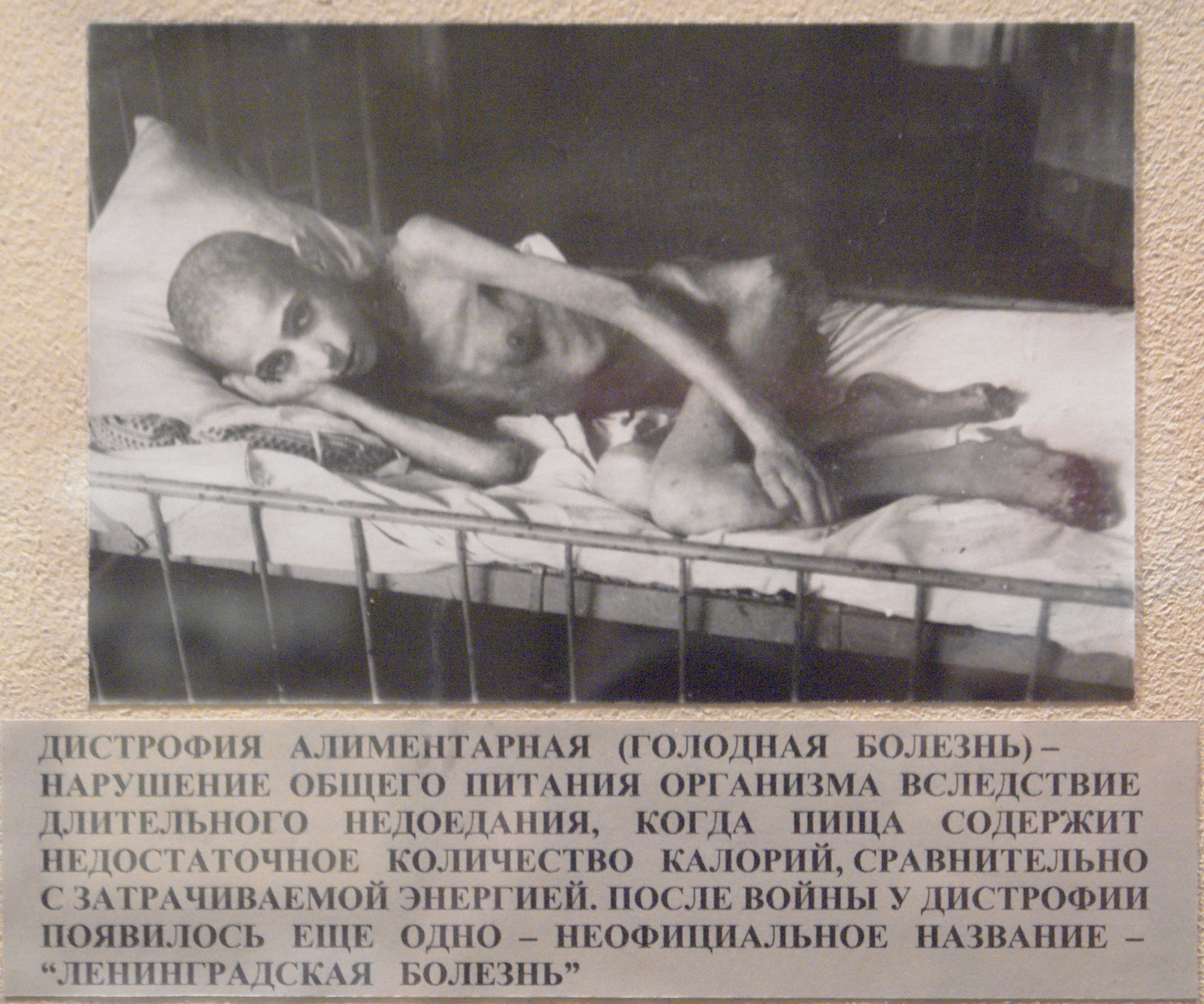
Un civil soviético muere de hambre a causa del Sitio de Leningrado nazi
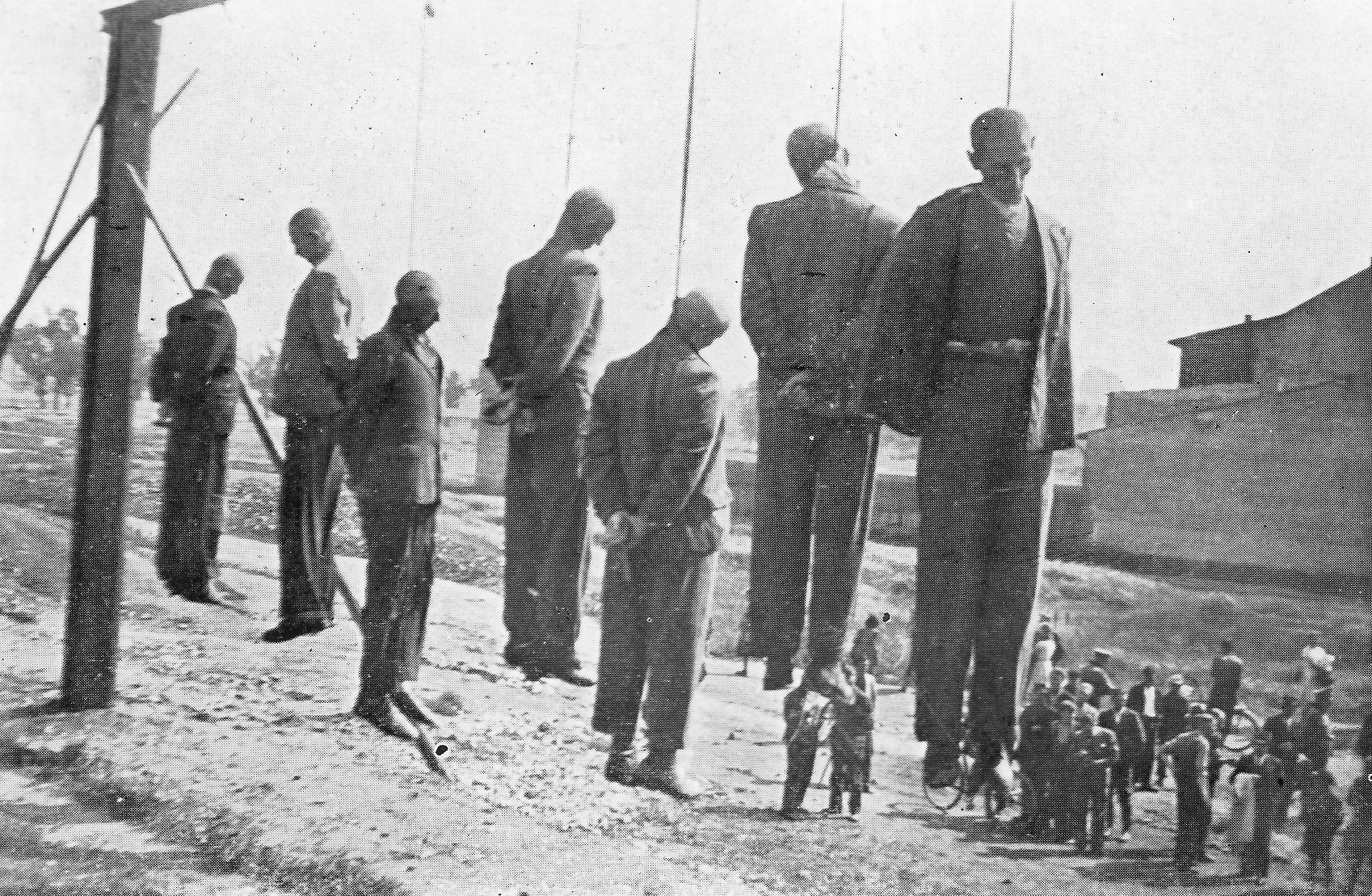
Ejecución pública de civiles polacos (1942)
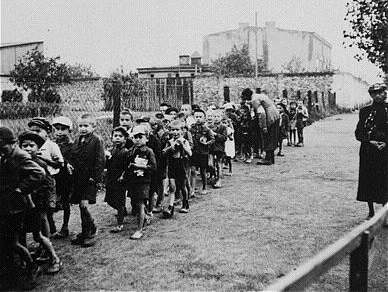
Niños judíos son deportados a un campo de exterminio, donde serán asesinados (1942)
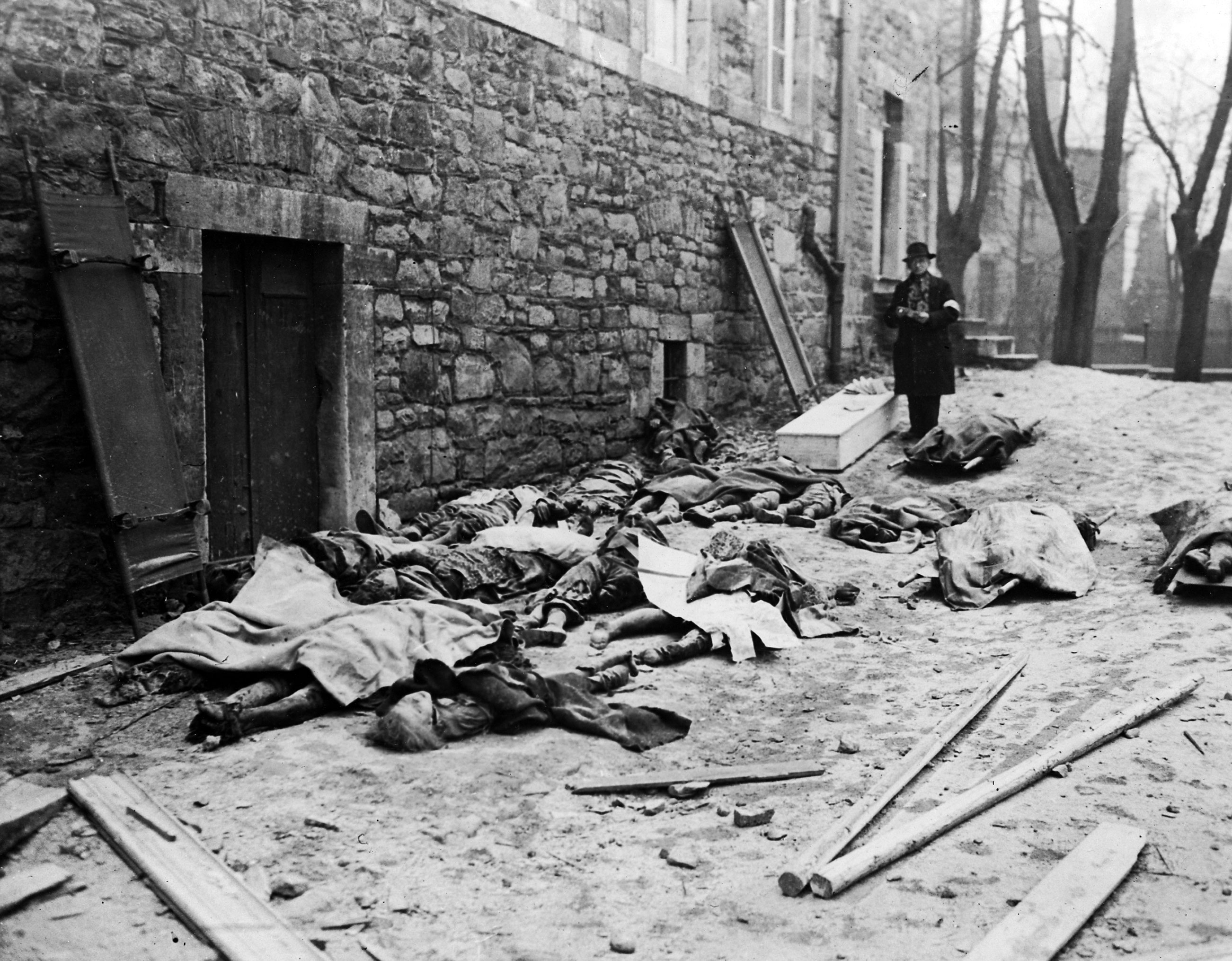
Civiles belgas asesinados durante la invasión nazi de Bélgica (1944)
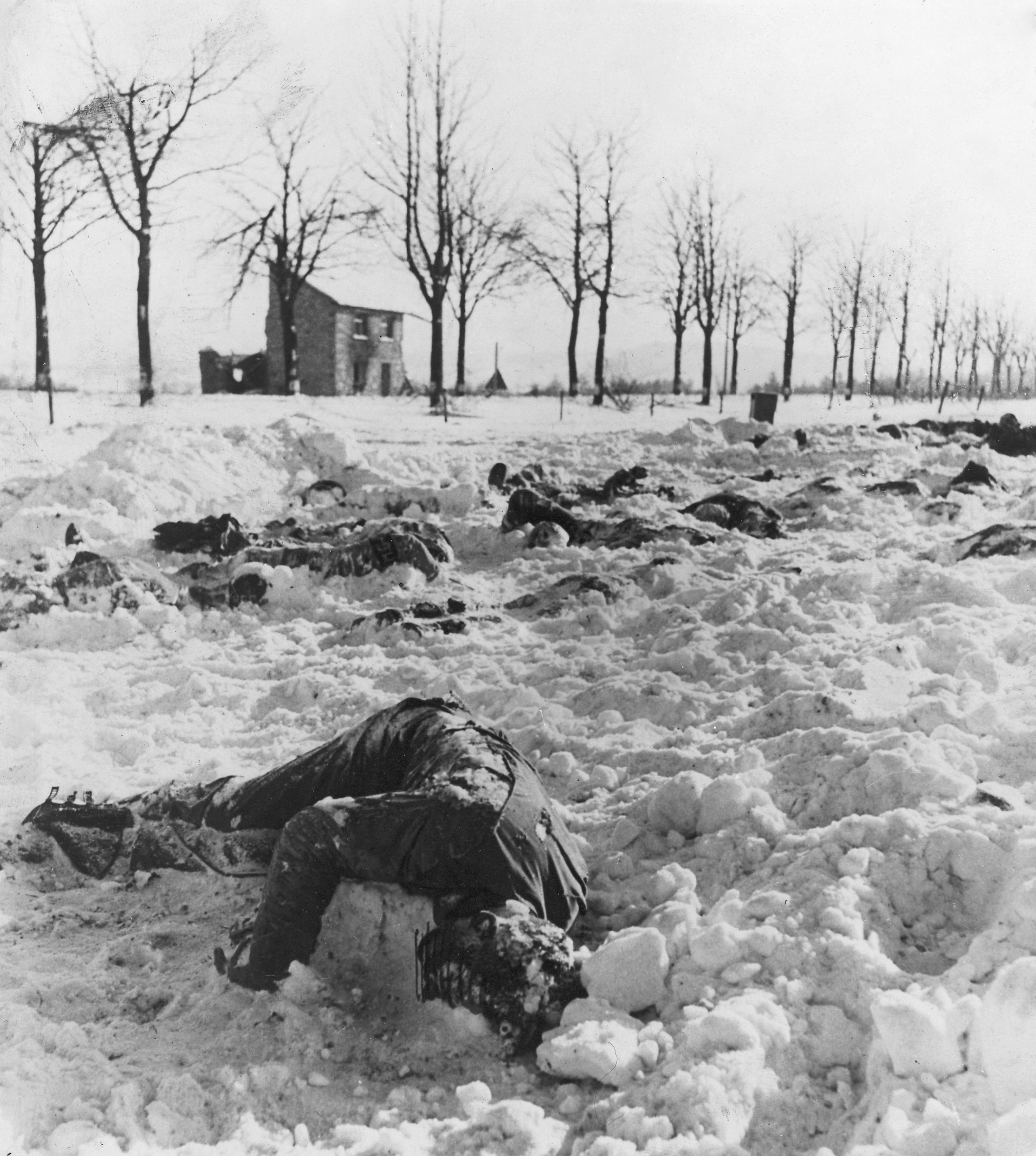
Prisioneros de guerra estadounidenses asesinados por los nazis en Bélgica (1944)
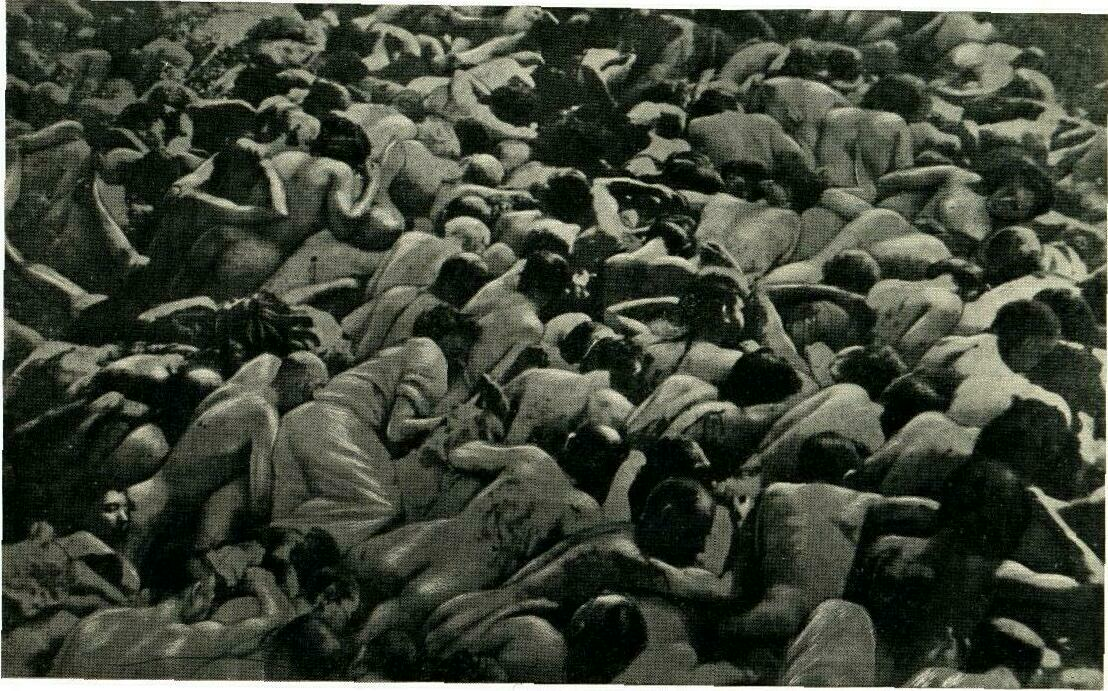
Judíos ucranianos disparados por los nazi
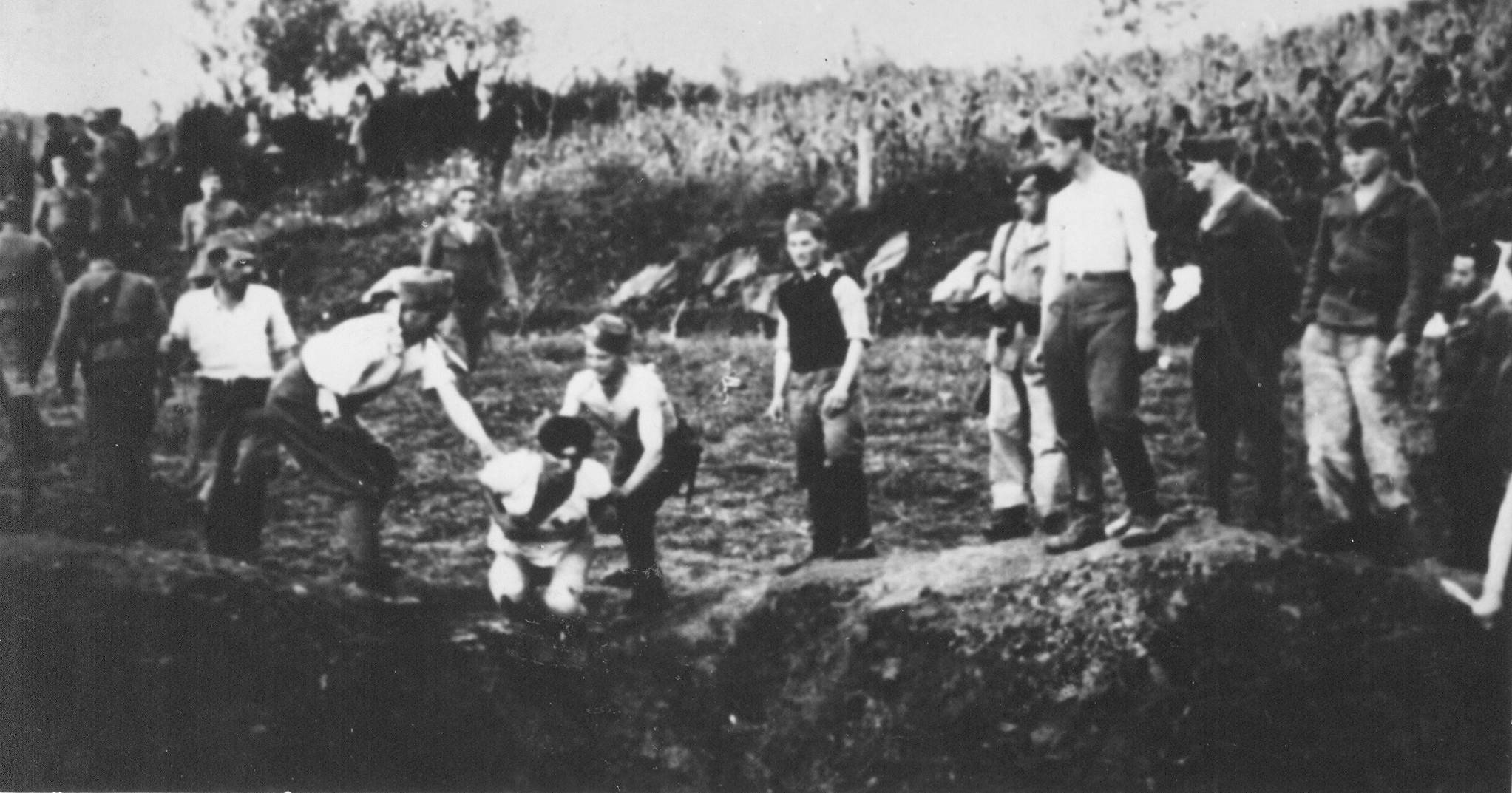
Serbios siendo ejecutados en el campo de concentracion de Jasenovac

## Lectura adicional
- Benz, Wolfgang (2015). Dimension des Völkermords: Die Zahl der jüdischen Opfer des Nationalsozialismus [Dimensión del genocidio: el número de víctimas judías del Nacionalsocialismo] (en alemán). Walter de Gruyter GmbH & Co KG. ISBN 978-3-486-70833-2.